# Wapen van Nederlek

Wapen van Nederlek

Het wapen van Nederlek is op 2 april 1987 bij Koninklijk Besluit aan de nieuw opgerichte gemeente Nederlek toegekend. Deze gemeente was ontstaan uit de voormalige gemeenten Lekkerkerk en Krimpen aan de Lek. Het wapen bleef in gebruik tot op 1 januari 2015 de gemeente opging in de nieuw gevormde gemeente Krimpenerwaard.

## Oorsprong
Het wapen bevat elementen uit de wapens van Lekkerkerk en Krimpen aan de Lek, die beide drie wassenaars voerden. Op het wapen van de hoofdplaats Lekkerkerk waren deze gewend; daarvan zijn er twee in het bovenste vlak opgenomen. De blauwe lijn stelt de rivier de Lek voor. De wassenaars zijn oorspronkelijk afkomstig uit het wapen van het geslacht Van Polanen (Van der Leck).

## Blazoenering
De beschrijving is als volgt: "In zilver een golvende dwarsbalk van azuur, vergezeld van 3 wassenaars van sabel, de beide bovenste gewend. Het schild gedekt door een gouden kroon van 3 bladeren en 2 parels."
N.B. De heraldische kleuren in de schilden zijn: zilver (wit), azuur (blauw) en sabel (zwart).

## Verwante wapens

Het wapen van Lekkerkerk
Het wapen van Krimpen aan de Lek